# Charles Morel (artiste)
Pour les articles homonymes, voir Charles Morel (homonymie) et Morel.
Charles Paul Henri Morel, né le 28 novembre 1860 à Paris 6e et mort le 26 juillet 1908 à Paris 15e, est un artiste peintre, graveur et illustrateur français.

## Biographie
Après avoir été capitaine de cavalerie sous les ordres du général Charles-Arthur Maitrot, Charles Morel est un élève du peintre Édouard Detaille. À partir de 1887, il présente au Salon des artistes français des aquarelles d'inspiration militaire, et ce, régulièrement, jusqu'en 1894 ; primé, il devient membre de cette société. Il est également présent dans des salons de peintures militaires.
Morel est principalement connu pour ses illustrations qu'il livre à des éditeurs d'ouvrages et des périodiques comme L'Univers illustré, Le Monde illustré et L'Illustration, spécialisé dans les reportages dessinés militaires. Il travaille pour Armand Colin, la Société des amis des livres (codirigée par Henri Beraldi), Paul Ollendorff, etc.
Sur le tard, il produit des eaux-fortes (H. Daragon, 1904).
Père de Raymond Morel, il meurt âgé de 47 ans le 27 juillet 1908 à Paris, 43 boulevard de Beauséjour et il est inhumé au cimetière du Montparnasse. 

## Ouvrages illustrés

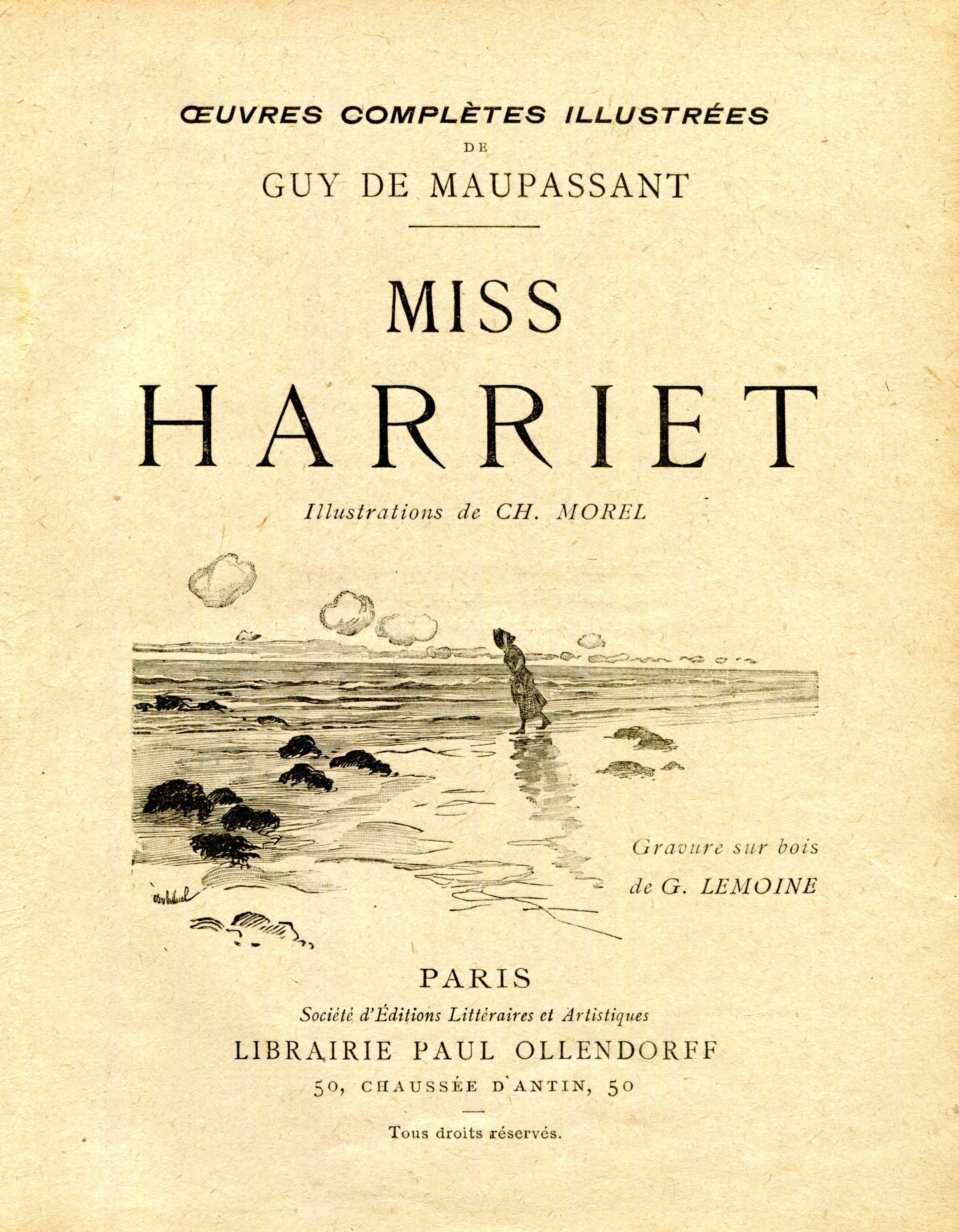
Couverture du recueil Miss Harriet de Maupassant, 1901.

- François Bournand, Le Régiment des sapeurs pompiers de Paris, dessins et aquarelles, A. Piaget, 1888 ; rééd. E. Genonceaux, 1891.
- George Bastard, Armée de Châlons III, Charges héroïques, avec dix dessins, Albert Savine, 1892.
- Amonville (Capitaine d’), Les  Cuirassiers  du  Roy.  Le  8e  Cuirassiers.  Journal historique du régiment. 1638-1892, illustré avec R. Doncieux, Chez Lahure, 1892.
- À la gloire du 63e d'Infanterie, images gravées par Rougeron-Vignerot, Armand Colin et Cie, éditeurs, 1892.
- Guy de Maupassant, Mademoiselle Fifi, illustré avec Auguste Gérardin, Société des bibliophiles contemporains, 1892.
- Henri d'Orléans et Henri Beraldi (dir.), Les Zouaves et les chasseurs à pied, illustrations gravées sur bois par Clément-Édouard Bellenger, Auguste-Hilaire Léveillé et Henri Paillard, Société des Amis des livres et A. Lahure, 1896.
- Capitaine [Auguste] Richard, La Garde (1854-1870), 380 gravures, dont seize tirées en couleurs d'après ses aquarelles, Société d'édition et de librairie, 1898.
- Louis d'Hurcourt, Le Sabre du notaire. Mémoires d'un poltron, P. Ollendorff, 1899.
- Alexandre Dumas, Jane, avec des illustrations de Gustave Doré, A. Le Vasseur et Cie, éditeurs, vers 1900.
- Alexandre Dumas, La Tulipe noire, A. Le Vasseur et Cie, éditeurs, vers 1900.
- Guy de Maupassant, Miss Harriet, nouvelles, illustrations gravées par Georges Lemoine, Paul Ollendorff, 1901.
- Jules Bourelly, Fabert, le premier soldat maréchal de France, Combet, 1903.
- Henry Houssaye, Napoléon homme de guerre, eaux-fortes et dessins, H. Daragon, 1904.
- Paul Déroulède, Chants du soldat, aquarelles avec Eugène Chaperon, Arthème Fayard, 1908.